# Операция «Фаустшлаг»
Операция «Фаустшлаг» ("Удар кулаком"; нем. Unternehmen Faustschlag) — наступательная операция войск Германской и Австро-Венгерской армий на Восточном фронте, проводившаяся 18 февраля — 3 марта 1918 года и приведшая к занятию территорий западной части бывшей Российской империи, включая территорию провозглашённой Украинской народной республики. Она стала последним крупным столкновением на Восточном фронте во время Первой мировой войны.
Российские войска не смогли оказать серьёзного сопротивления из-за демобилизации армии большевиками после Октябрьской революции, в условиях гражданской войны. Ввиду этого, армии Центральных держав захватили огромные территории в Прибалтике, Белоруссии и Украине, вынудив большевистское правительство России подписать Брестский мир.

## Обстановка перед наступлением
Большевики, пришедшие к власти в России во время Октябрьской революции, объявили о выходе России из войны. Переговоры с Центральными державами начались в Бресте 3 декабря 1917 года, а 17-го вступило в силу прекращение огня. 22 декабря начались мирные переговоры.
В начале переговоров Центральные державы выдвинули требования на территорию, которую они оккупировали в период 1914—1916 годов, включая Польшу, Литву и западную Латвию. Большевики решили не принимать эти условия и стали затягивать переговоры, а потом и вышли из них, что в конечном итоге привело к нарушению режима прекращения огня. Лев Троцкий, глава российской делегации, надеялся оттянуть переговоры до ожидаемой им революции в Германии, которая вынудит тех выйти из войны. Немцы, со своей стороны, на переговорах рассчитывали на скорое падение большевистского режима.
Троцкий был ведущим сторонником политики «ни войны, ни мира» и 28 января 1918 года объявил, что Советская Россия считает войну оконченной. Это было неприемлемо для немцев, которые уже доставляли боеспособные войска на Западный фронт для нового наступления. Начальник германского штаба генерал Макс Гофманн, считавший, что наступление на Западном фронте бессмысленно и надлежит начать его на Восточном, в ответ подписал мирный договор с Украинской Народной Республикой 9 февраля, признающий её протекторатом, гарантирующей ей военную поддержку и объязующий Украину снабжать Германию продовольствием, и 17 февраля объявил о конце прекращении огня с Россией в течение двух дней, что привело к возобновлению военных действий.
В то время как переговоры продолжались, советский главнокомандующий Николай Крыленко надзирал за демобилизацией и демократизацией российской армии, одобряя избранных командиров, уничтожая все звания и отправляя войска домой. 29 января Крыленко отдал приказ демобилизовать всю армию.

## Наступление
18 февраля немецкие и австро-венгерские войска начали крупномасштабное наступление против Советской России с 53 дивизиями. Северная группа сил продвигалась от Пскова к Нарве, центральная направилась к Смоленску, а южная — к Киеву.

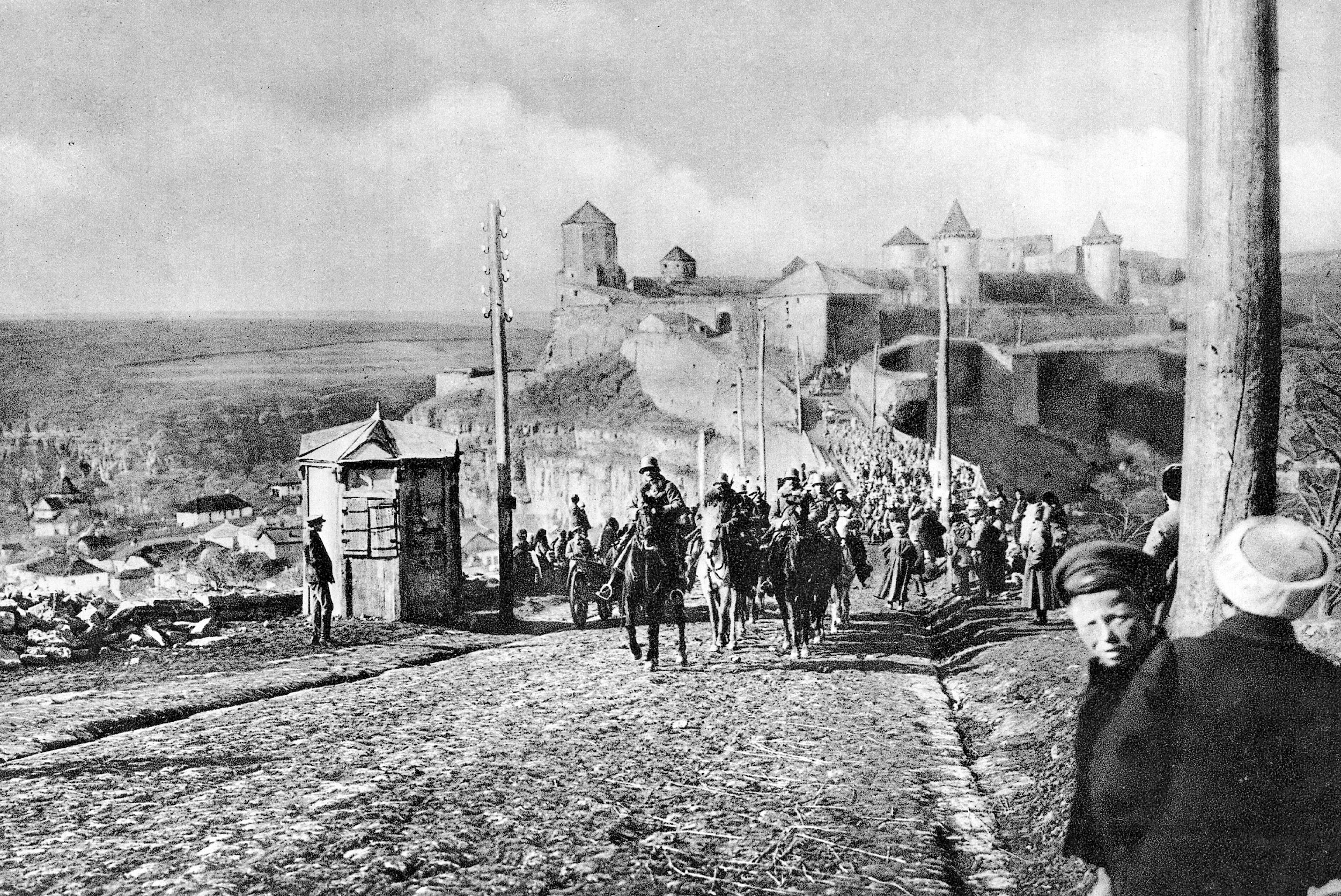
Австро-венгерские войска входят в Каменец-Подольский, западная Украина

На петроградском направлении действовали 8-я армия (9 пехотных и одна кавалерийская дивизии) и армейская группа "Д" (4 пехотные и две кавалерийские дивизии) из группы армий генерал-фельдмаршала Г. фон Эйхгорна. Вспомогательный удар с Моонзундских островов на Ревель и Нарву наносил 68-й армейский корпус.
Германские войска захватили ключевой Двинский транспортный узел в первый же день. Только в отдельных местах группы Красной гвардии, латышских стрелков и русских солдат оказывают незначительное сопротивление. Режицу сдают 21 февраля, 22 февраля — Вольмар и Валк, 27 февраля германцы занимают Мариенбург, а 28 февраля — Шваненбург. За этим вскоре последовал захват Пскова и достижение Нарвы 28 февраля, которая была взята 4 марта.
Наступление Германии на Латвию и Эстонию — быстрое и чрезвычайно успешное. Германцы захватывают около 17 тысяч пленных, а также трофеи: 1501 пушку, 669 пулемётов, 355 миномётов, 150 тысяч винтовок, 20 тысяч транспортных средств (в том числе 769 автомашин) и 27 самолётов. Германские потери в этой операции, даже несмотря на небольшую численность задействованных сил, ничтожны — 20 погибших и 89 раненых.
Центральная группа из 10-й армии (11 пехотных и 1,5 кавалерийские дивизии) продвигалась в направлении Смоленска. 21 февраля вместе со штабом группы Западной армии был захвачен Минск. 3 марта была захвачена Орша, 5-го — Могилёв.

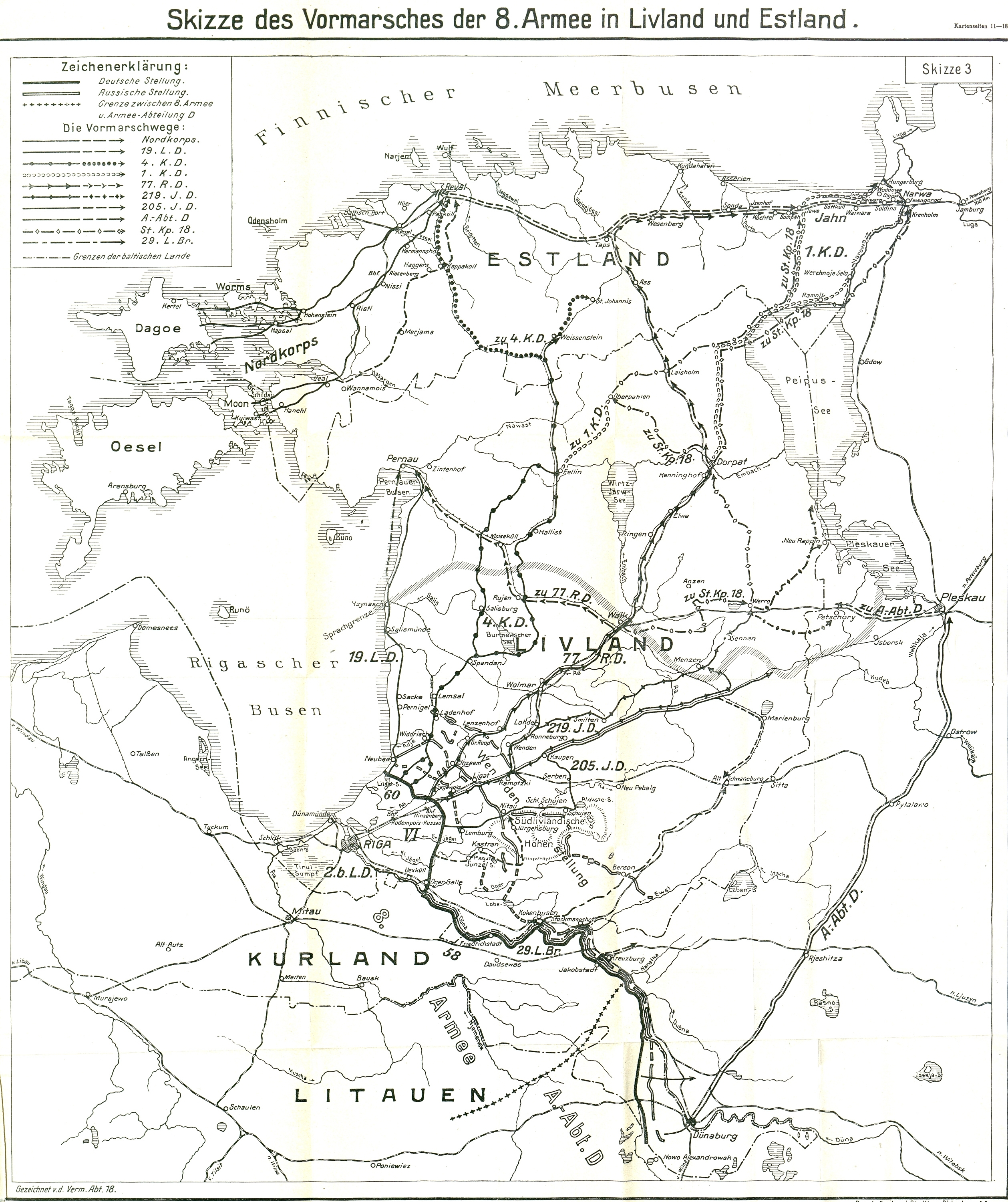
Немецкое наступление в Прибалтике

Армии Центральных держав продвинулись более чем на 250 км в течение недели, не встретив серьёзного советского сопротивления. Немецкие войска были теперь в пределах 170 км от Петрограда, вынуждая Советы перенести свою столицу в Москву. Это быстрое продвижение немецкими солдатами, использующими российские железные дороги для продвижения на восток, было описано как «Железнодорожная война» (der Eisenbahnfeldzug). Генерал Гофман написал в своем дневнике 22 февраля:
«Мне ещё не доводилось видеть такой нелепой войны. Мы вели её практически на поездах и автомобилях. Сажаешь на поезд горстку пехоты с пулеметами и одной пушкой и едешь до следующей станции. Берешь вокзал, арестовываешь большевиков, сажаешь на поезд ещё солдат и едешь дальше. Этот процесс доставляет, во всяком случае, очарование новизны.»
На юге правое крыло группы армий генерал-полковника А. фон Линзингена наступало из района Ковеля на Киев, Полтаву, Харьков, Ростов-на-Дону; с севера их прикрывала армейская группа генерала Г. Гронау (в марте переформирована в 41-й армейский корпус), двигавшаяся вдоль железнодорожной линии Пинск — Гомель — Брянск. Группа Гронау 24 февраля захватила Калинковичи, 27-го — Жлобин, 28-го — Рогачёв и Речицу, 1 марта — Гомель.
Из района Житомира наступали войска Центральной Рады (две тысячи человек). 18 февраля германские войска заняли Луцк, 20-го — Ровно, 21-го — Новгород-Волынский, 22-го — Коростень, 24-го — Житомир.
24 февраля начали наступление на одесском направлении (вдоль ж/д Львов — Тарнополь — Жмеринка — Вапнярка — Одесса) войска 2-й австро-венгерской армии фельдмаршала Э. Бём-Эрмоли.

## Политическое значение
Из-за продолжения немецкого наступления Троцкий вернулся в Петроград. Большинство российского руководства по-прежнему предпочитало продолжать войну, хотя Россия была не в состоянии сделать это из-за уничтожения своей армии. В этот момент Ленин вмешался, чтобы подтолкнуть советское руководство к принятию немецких условий, которые к тому времени стали ещё более жесткими. Его поддержали другие высокопоставленные коммунисты, включая Каменева, Зиновьева и Сталина.
После бурного заседания управляемого Лениным совета, в ходе которого лидер революции зашёл так далеко, что пригрозил отставкой, он получил 116 против 85 голосов в пользу новых немецких условий. Голосование в ЦК было ещё ближе: семь за и шесть против. В конце концов, Троцкий смягчил свою позицию, и немецкие условия были приняты; 3 марта большевики подписали Брестский мир.
24 февраля, за день до прибытия немецких войск в Таллин, Комитет спасения Эстонии провозгласил независимость Эстонии. Немецкие оккупационные власти отказались признать эстонское правительство, и на руководящие должности были поставлены немцы.

## Итоги

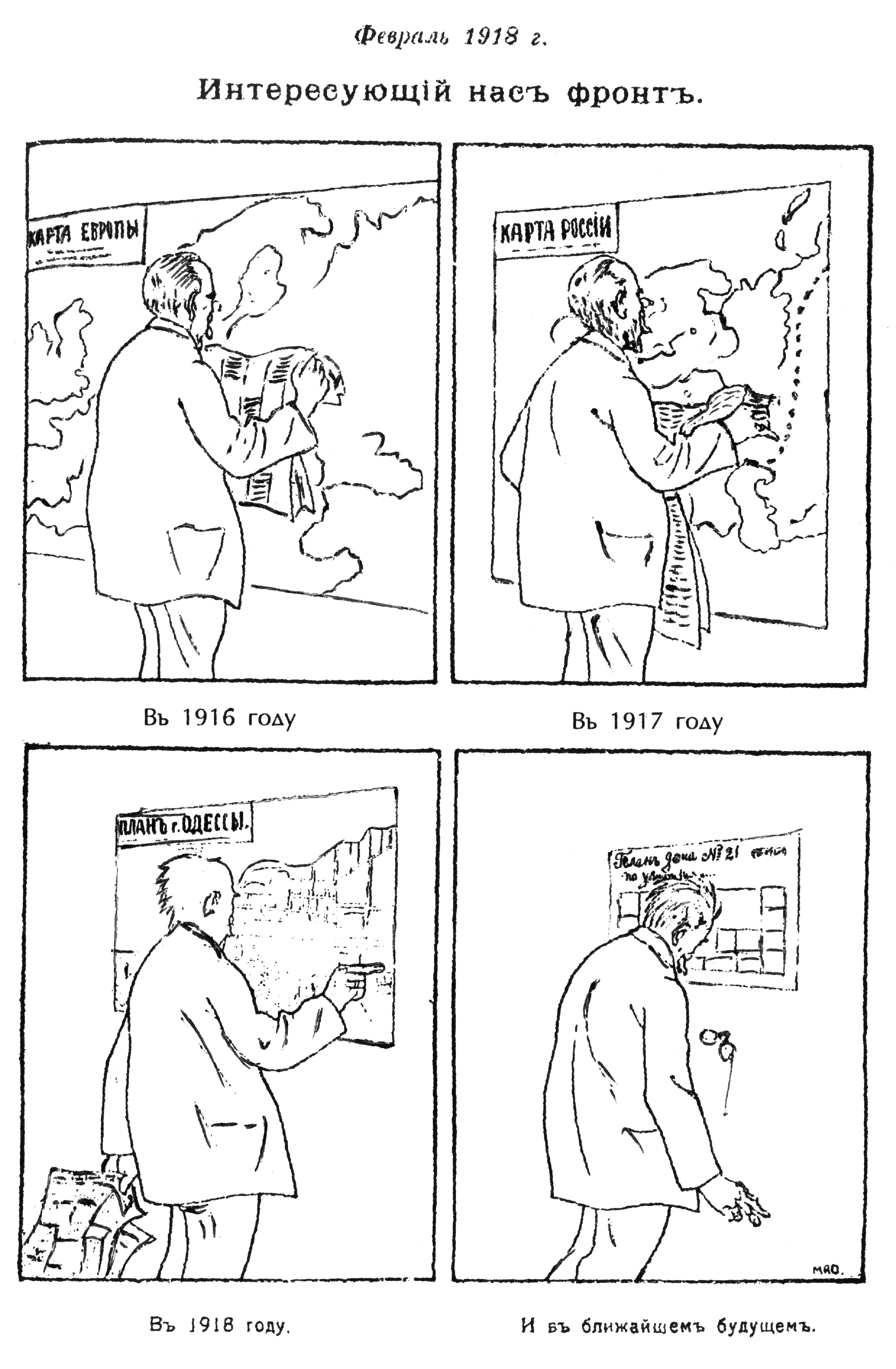
Интересующий нас фронт: Карикатура из одесского журнала времен Первой мировой войны, февраль 1918.

Фактическая капитуляция 3 марта закончила лишь продвижение на линии от Нарвы до Северной Украины, так как согласно Брестскому миру Советское правительство отказалось от всех прав на Украину. В течение следующих нескольких месяцев южные силы центральных держав продвинулись на 800 км дальше, захватив всю Украину и в нарушение мирных условий также некоторые территории за её пределами, включая Ростов-на-Дону.
На Украине 13 марта 1918 года украинские войска и австро-венгерская армия захватили Одессу. 5 апреля 1918 г. немецкая армия взяла под свой контроль Екатеринослав, а через 3 дня — Харьков. Армия Украинской Народной Республики в апреле 1918 года взяла под контроль Донбасс. В том же месяце украинскими войсками и германской армией также был захвачен Крым. Немецкие и австро-венгерские победы в Украине были вызваны как безразличием либо — в некоторых случаях — содействием местных жителей, так и худшими боевыми качествами, нехваткой снабжения и малой численностью большевистских войск по сравнению с их австро-венгерскими и немецкими коллегами.
Немецкие операции также продолжались на Кавказе и в Финляндии, где Германия оказывала помощь белофинским силам в гражданской войне в Финляндии.
Брестским миром Советская Россия отказалась от Эстонии, Латвии, Литвы, Польши, Украины и основной части Белоруссии. Германия имела намерение превратить эти территории в свои сателлиты, но этот план рухнул с собственным поражением Германии в том же году. После капитуляции Германии Россия предприняла попытку вернуть утраченные территории. Она добилась успеха в некоторых областях, таких как Украина, Беларусь и Кавказ, но была вынуждена признать независимость стран Балтии, Финляндии и Польши.
В большевистском правительстве Ленин консолидировал свою власть; однако, опасаясь возможности возобновления немецкой угрозы вдоль Балтики, он переместил столицу из Петрограда в Москву 12 марта. Дебаты стали гораздо более сдержанными, и его власть никогда больше не подвергалась столь серьёзным вызовам, как в случае Брестского мира.